# William John McGee
William John McGee, né le 17 avril 1853 près de Farley (Iowa), et mort le 4 septembre 1912 à Washington, est un géologue et anthropologue américain.

## Biographie
Il est le fils de James McGee, fermier d'origine irlandaise, et de Martha Ann Anderson. Il fréquente l'école irrégulièrement, plusieurs mois par an, de 1858 à 1867 lorsqu'il a 14 ans. Largement autodidacte, il bénéficie de leçons de latin, d'allemand, de mathématiques données par son frère aîné, puis il se forme en droit et étudie l'arpentage avec son oncle maternel. Il s'intéresse également à la géologie. Il se forme également comme forgeron et fabrique des outils agricoles. Dans les années 1877-1881, il procède à des investigations géologiques dans le nord-est de l'État de l'Iowa. En 1878, il participe au congrès de l'American Society for the Advancement of Science, à Saint-Louis, où il fait la connaissance de John Wesley Powell, qui l'encourage dans ses recherches. Il procède à des relevés topographiques et géologiques en Iowa publie plusieurs articles scientifiques,,
Il est nommé assistant à l'United States Geological Survey (USGS) en 1882, et titularisé en 1883, avec pour mission d'établir une carte géologique des États-Unis. En 1884, il publie un article dans la revue de l'USGS. Il épouse en 1888 Anita Newcomb McGee (en), médecin dans l'armée, fille de l'astronome Simon Newcomb.  
McGee travaille ensuite comme anthropologue au bureau de l'ethnologie américaine (1893 à 1903), dont il devient responsable en 1894. En 1895, il explore l'Île Tiburón, dans le Golfe de Californie, lieu d'origine du peuple seri. Il démissionne de cette fonction en 1903, et est responsable, en 1903-1904, de l'organisation des Journées anthropologiques pendant les Jeux olympiques de 1904 et la Louisiana purchase Exposition de 1904. Il est ensuite nommé directeur du musée de Saint-Louis en 1905, puis, en 1907, il est nommé membre d'une commission sur les voies navigables intérieures par le président américain Theodore Roosevelt. Il est également président par intérim de l'Association américaine pour l'avancement des sciences (1897-1898), président de l'American Anthropological Association (1902-1912) et président de la National Geographic Society (1904-1905) et rédacteur du National Geographic Magazine durant plusieurs années.
Il est membre fondateur de la Société américaine de géologie et est le premier rédacteur en chef du bulletin de cette société, en 1888-1891.
Il meurt à Washington en 1912. Ses archives professionnelles sont conservées aux Archives nationales américaines, à la bibliothèque du Congrès américain et aux Smithsonian's National Anthropological Archives.

## Publications
- The Pleistocene History of Northeastern Iowa (1889)
- The Geology of Chesapeake Bay (1888)
- The Siouan Indians (1895)
- Primitive Trephining (1897)
- The Seri Indians (1899)
- Primitive Numbers (1901)
- Soil Erosion (1911)
- Wells and Subsoil Water (1913)